# Vasant 1
Vasant 1 – плавуча установка з регазифікації та зберігання зрідженого природного газу (Floating storage and regasification unit, FSRU), перше судно такого типу під індійським прапором.
Vasant 1 спорудили спеціально для використання на терміналі для імпорту ЗПГ у Джафрабаді (індійський штат Гуджарат). Зберігання ЗПГ на борту установки відбуватиметься у резервуарах загальним об’ємом 180 000 м3. За необхідності, судно може використовуватись як звичайний ЗПГ-танкер та пересуватись до місця призначення із максимальною швидкістю 16 вузлів.
Установка належить власнику терміналу у Джафрабаді Swan Energy (51%) та Indian Farmers Fertilizers Cooperative (49%). Те, що Swan Energy одночасно володіє терміналом та FSRU, є доволі незвичним у світовій практиці.
Восени 2020-го Vasant 1 покинуло верф південнокорейської компанії Hyundai Heavy Industries, проте спорудження терміналу у Джафрабалі виявилось відтермінованим (внаслідок пошкоджень хвилеламу від муссону та пандемії Covid 19 його запуск зсунули на 2022 рік). Враховуючи зазначені обставини, Vasant 1 певний час використовувалось як ЗПГ-танкер (наприклад, здійснило рейс з вантажем ЗПГ між австралійським портом Дарвін та Тайванем, а також було зафрахтоване для доставки ЗПГ на м'янмарський термінал ЗПГ Танхльїн).
У травні 2021-го судно прибуло до Африки, де до кінця червня 2022-го мало виконувати функцію плавучого сховища ЗПГ на терміналі у Тема (Гана).